# Michael Niederkirchner
Michael Niederkirchner (* 5. September 1882 in Budapest; † 19. August 1949 in Berlin) war ein deutscher Maschinenschlosser und Gewerkschaftsfunktionär.

## Leben
Der Sohn eines Steinhauers aus einer deutschstämmigen Familie in Ungarn besuchte in den Jahren 1889 bis 1893 die Volksschule und arbeitete anschließend mit elf Jahren in Sandgruben, Steinbrüchen und Weinkellereien. Von 1896 bis 1898 machte er eine Lehre als Maschinenschlosser und arbeitete anschließend bis 1905 als Erd- und Bauhilfsarbeiter, dann als Rohrleger. Er trat im Jahr 1900 der Gewerkschaft und 1903 der Sozialdemokratischen Partei Ungarns bei. Im Jahr 1904 absolvierte er den Militärdienst in der Armee Österreich-Ungarns. Danach übersiedelte er 1905 nach Regensburg und wurde Mitglied der SPD, später der USPD und dann 1920 der VKPD.
Im Jahr 1906 zog er nach Berlin, wo er bis 1920 Betriebsvertrauensmann in der Rohrlegerbranche war. Ab 1914 war er Branchenleiter der Rohrleger im Berliner DMV. Diese Funktion übernahm er bis zu seinem Ausschluss aus dem freigewerkschaftlichen Verband im Jahr 1929.
Im Jahr 1914 wurde er zum Kriegsdienst in der österreichisch-ungarischen Armee eingezogen und geriet im März 1915 in russische Kriegsgefangenschaft. Im Jahr 1917 gehörte er dadurch zu den Teilnehmern der Oktoberrevolution in Russland. Im April 1918 nahm er am Ersten Kongress der ausländischen Arbeiter-, Bauern- und Soldatendeputierten in Moskau teil und wurde Mitglied der deutschen Sektion der Kommunistischen Partei Russlands (KPR) unter dem Pseudonym „Josef Neumann“.
Im Januar 1919 kehrte er nach Berlin zurück, wo er von 1921 bis 1930 Geschäftsführer des Verlags der Roten Gewerkschaftsinternationale (RGI) war. 1926/27 war er Mitglied der KPD-Bezirksleitung Berlin-Brandenburg-Lausitz, im Jahr 1927 wurde er in das Zentralkomitee (ZK) der KPD gewählt.
Bereits ab 1928 war Niederkirchner innerhalb der KPD zum Protagonisten der Strategie der Revolutionären Gewerkschaftsopposition (RGO) geworden. Niederkirchner war Mitglied des Reichskomitees der RGO in den Jahren 1929 bis 1932. Bereits am 14. März 1929 hatte das ZK der KPD beschlossen, die aufgrund der Anwendung der RGO-Strategie aus den freien Gewerkschaften ausgeschlossenen Parteimitglieder zu registrieren. Der im Juni 1929 aus dem DMV ausgeschlossene Michael Niederkirchner gründete eine Hilfsorganisation für Ausgeschlossene, die zur Keimzelle eines „roten Verbandes“ der RGO wurde. Vom 26. August bis zum 30. Oktober 1929 war Niederkirchner der Organisator des „wilden“ Berliner Rohrlegerstreiks, der vor allem von Kommunisten und radikalisierten Unorganisierten gegen den Willen der Berliner Ortsverwaltung des DMV durchgeführt wurde und letztlich scheiterte.
Im Dezember 1929 erfolgte seine Berufung in den Zentralrat und in das Vollzugsbüro der RGI auf deren VII. Kongress in Moskau. Von Februar bis September 1930 war er Stellvertretender Generalsekretär und Leiter des Vollzugsbüros der RGI in Moskau; danach wurde er Mitglied des Internationalen Komitees der Metallarbeiter.
Er war Teilnehmer der KPD-Konferenz im Sporthaus Ziegenhals am 7. Februar 1933. Kurz nach der Machtergreifung der  Nationalsozialisten wurde er am 28. Februar 1933 verhaftet und war bis Juni 1934 im Gefängnis Berlin-Spandau und in den KZ Sonnenburg und Lichtenburg. Am 13. Juni 1934 wurde er als „lästiger Ausländer“ aus Deutschland ausgewiesen und emigrierte mit seiner Familie in die Sowjetunion, wo er wieder als Sekretär der Roten Gewerkschaftsinternationale tätig war.

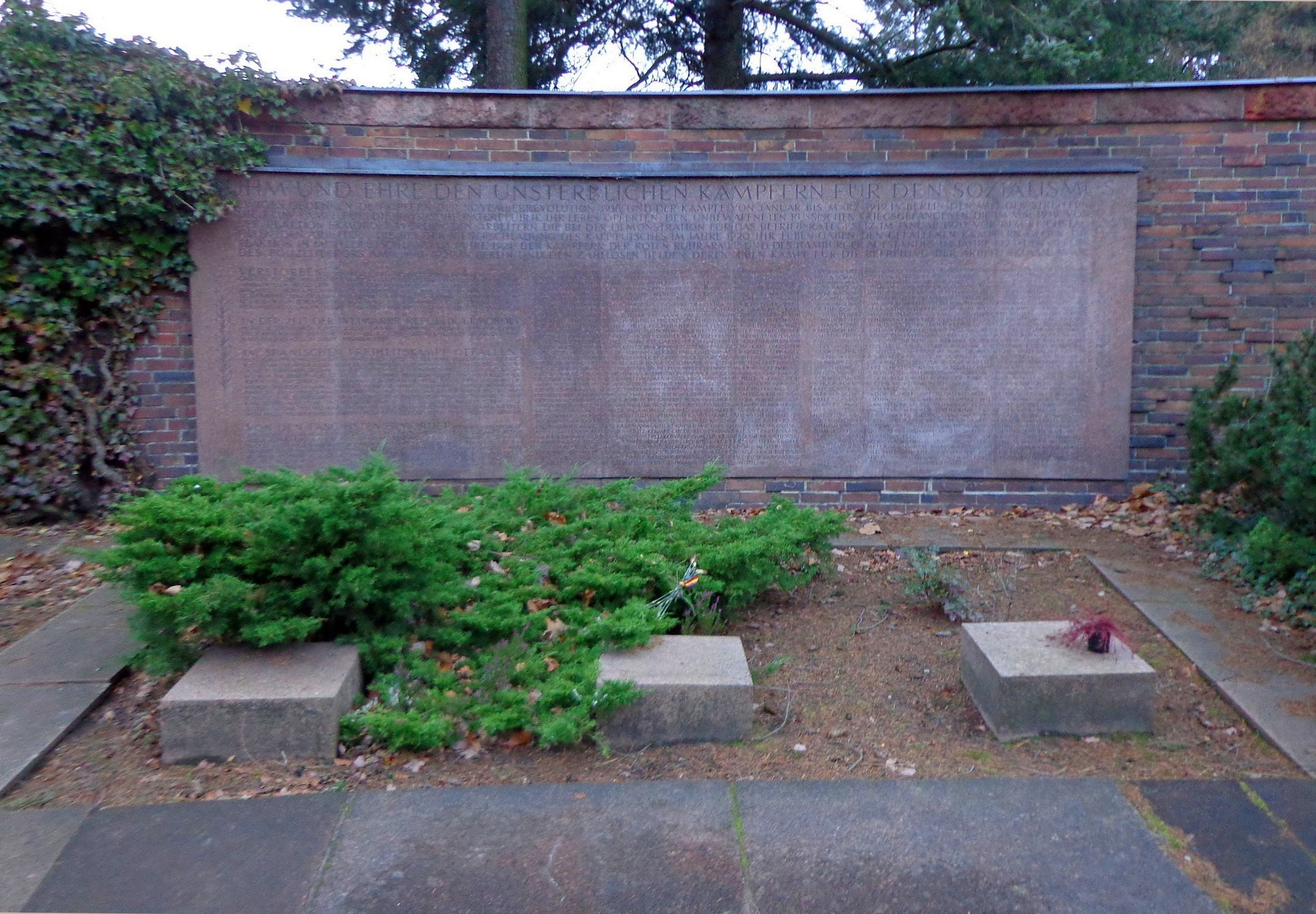
Gedenkstätte der Sozialisten, Porphyr-Gedenktafel an der Ringmauer mit Urnensammelgrab

Nach der Rückkehr aus der Emigration im November 1945 wurde er Mitglied im ersten Zentralkomitee der KPD sowie Mitglied der Zonenleitung des Freien Deutschen Gewerkschaftsbundes (FDGB), im Jahr 1946 Mitbegründer und bis zu seinem Tod im August 1949 Mitglied des Sekretariats des Zentralvorstandes der IG Metall und Mitglied im Bundesvorstand des FDGB. Er war außerdem aktiv tätig in der Organisation VdN.
Michael Niederkirchners Urne wurde später in der Gedenkstätte der Sozialisten (Urnensammelgrab bei der großen Porphyr-Gedenktafel auf der rechten Seite der Ringmauer) auf dem Berliner Zentralfriedhof Friedrichsfelde beigesetzt. Sein schriftlicher Nachlass befindet sich bei der Stiftung Archiv der Parteien und Massenorganisationen der DDR (SAPMO) im Bundesarchiv in Berlin.

## Familie
Michael Niederkirchner hatte 5 Kinder, darunter:
1. Paul wurde 1939 vom sowjetischen Geheimdienst verhaftet und starb in der Butyrka (Gefängnis in Moskau).
2. Katja wurde 1944 im KZ Ravensbrück erschossen.
3. Mia war SED-Funktionärin und heiratete später Karl Dienstbach; beide erhielten ein Ehrengrab in der Gräberanlage Pergolenweg der Gedenkstätte der Sozialisten auf dem Berliner Zentralfriedhof Friedrichsfelde. Ihre Tochter Käte Niederkirchner, also die Enkelin Michael Niederkirchners, praktizierte als Kinderärztin in Berlin und war 23 Jahre lang Abgeordnete der Volkskammer der DDR und 1990 deren Vizepräsidentin.[5]

## Würdigungen
Der VEB Technische Gebäudeausrüstung „Michael Niederkirchner“ Berlin und einige Brigaden des Metall-Handwerks waren nach ihm benannt wie auch einzelne Klubhäuser in DDR-Orten sowie einige DDR-Betriebe.
Im März 1956 wurde die Gewerkschaftsschule in Rostock-Gehlsdorf nach ihm benannt.
Das Volkshaus Weimar trug zur DDR-Zeit den Namen Michael Niederkirchner.